# (34152) Kendrazhang
2000 QW19 (asteroide 34152) é um asteroide da cintura principal. Possui uma excentricidade de 0.11328300 e uma inclinação de 2.67230º.
Este asteroide foi descoberto no dia 24 de agosto de 2000 por LINEAR em Socorro.